# Arthur Ceuleers
Arthur Ceuleers (28 de fevereiro de 1916 - 5 de agosto de 1998) foi um futebolista belga que competiu na Copa do Mundo FIFA de 1938.